# Rudolf Kronfeld
Rudolf Kronfeld (* 10. Dezember 1901 in Wien; † 13. Februar 1940 in Chicago) war ein österreichischer Arzt und Zahnarzt, der als Begründer der Oralpathologie und Oralhistologie gilt. Er war neben Bernhard Gottlieb, Balint Orbán, Joseph Peter Weinmann, Albin Oppenheim und Harry Sicher ein Vertreter der berühmten, 1923 gegründeten, „Wiener Schule“, die durch die Publikationen mikroskopischer Studien parodontaler Erkrankungen anhand von menschlichem Autopsiematerial weltweite Berühmtheit erlangte.

## Leben
Rudolf Kronfeld war der Sohn des Zahnmediziners Robert Kronfeld Sr. (1874–1946) und dessen Ehefrau Hedwig, geborene  Deutsch († 1905; Schwester des Redakteurs Paul Deutsch). Er war der Neffe des städtischen Oberarztes und langjährigem Chefredakteur der Wiener Medizinischen Wochenschrift, Adolf Kronfeld und des Botanikers Ernst Moriz Kronfeld. Sein Bruder war der österreichische Segelflugpionier Robert Kronfeld. Sein Cousin Peter Kronfeld war ein berühmter Augenarzt in Chicago.
Obwohl Rudolfs Eltern jüdischer Herkunft waren, wurden die Kinder im christlichen Glauben erzogen, wie es bei vielen assimilierten jüdischen Familien der oberen Mittelschicht der Fall war. Die Großeltern, Jacob und Ernestine Esther Kronfeld, geborene Sass, waren bereits von Lwiw (Lemberg, Galizien) nach Wien emigriert, als die Pogromstimmung nach dem Attentat auf den russischen Kaiser  Alexander II. im Jahre 1881 zunahm, das von der sozialrevolutionären Geheimorganisation Narodnaja Wolja durchgeführt wurde, das man jedoch „den Juden“ zur Last legte. Sein Vater war bereits 1893 zur Vermeidung antisemitisch begründeter Nachteile zum Christentum konvertiert. Trotzdem ließen die Eltern ihre Ehe und später die Kinder in das Register der jüdischen Gemeinde Wiens im Jahr 1898 eintragen. Im Jahr 1908 sind die Söhne, wie auch die anderen Familienmitglieder zum Christentum konvertiert und ließen sich evangelisch taufen.
Als Kind war Rudolf so fasziniert von der Botanik, dass er mit zehn Jahren alle Pflanzen und Blumen in der Stadt identifizieren konnte. Er war auch ein ausgezeichneter Skifahrer und Kletterer. 1926 schloss er sein Medizinstudium an der Universität Wien ab und konzentrierte sich auf die Stomatologie, insbesondere im Bereich der Forschung. Er hatte das Glück, im Labor des jüdischen Wissenschaftlers Bernhard Gottlieb (1885–1950) ausgebildet zu werden, dem Leiter der Klinik für Histopathologie des Zahnärztlichen Instituts Wien, die der Nukleus der international renommierten „Wiener Schule“ wurde. Im April 1930 heiratete Rudolf die Amerikanerin Margareth North aus St. Louis, die er zuvor in Wien kennengelernt hatte
Ende der 1930er Jahre hatte er nicht nur mit einer schweren Krankheit – man geht von Multipler Sklerose aus – zu kämpfen, sondern er sorgte sich auch um die lebensbedrohenden Umstände durch die Judenverfolgung seiner in Europa verbliebenen Familienmitglieder durch die Nationalsozialisten. Der Antisemitismus, vor dem er geflohen war, schien ihn wieder einzuholen. Rudolf Kronfeld hatte seinen Lebenswillen verloren und wählte 1940 den Selbstmord als letzten Akt der Selbstbestimmung. Auf ausdrücklichen Wunsch wurde er eingeäschert und seine Asche im Sand des südlichen Strandes des Michigansees deponiert, wo er ein Sommerhaus besaß.

## Wissenschaftliche Tätigkeit
Ab 1927 etablierte er unter der Leitung von Bernhard Gottlieb die Grundprinzipien der modernen oralen Pathologie und oralen Histopathologie. Rudolf Kronfeld entschloss sich jedoch 1929, in die USA auszuwandern. Mit 28 Jahren folgte er seinem Landsmann Balint Orban, Direktor des College of Dental Surgery an der Loyola University Chicago (USA). Er wollte seinen akademischen Grad auch in den USA erreichen und absolvierte erneut ein Medizinstudium (M. D.), ein Zahnmedizinstudium, das er als Doctor of dental surgery (D.D.S.) und mit einem B. S. 1933 abschloss. Aufgrund des internationalen Ansehens der „Vienna School“ ergriff Kronfeld die Gelegenheit, der jüngste Professor an der Loyola University Chicago (USA) zu werden, wo er den Lehrstuhl für Histopathologie am Chicago College of Dental Surgery (CCDS) erhielt, was seinem oralpathologischen Interesse diente.
Besondere Aufmerksamkeit erzeugten die Ergebnisse seiner Grundlagenforschung, wie die „Histopathologie des Karzinoms des Mundes“, die „Zahnhistologie und vergleichende Zahnanatomie“ und die „Histopathologie der Zähne und ihrer umgebenden Strukturen“. Letzteres galt bald als das
Standardlehrbuch für Studium und Forschung und wurde in fünf Auflagen bis 1955 veröffentlicht. Zu seinen bekanntesten Veröffentlichungen gehört die 1934 erschienene Veröffentlichung mit dem Titel dens in dente, in der er diese seltene Zahnmissbildung samt „Retardierungstheorie“ beschrieb. Das „Journal of Dental Research“ veröffentlichte 2019 seine Erkenntnisse in einer Sektion namens „historical highlights“ (englisch historische Höhepunkte). Kronfeld veröffentlichte insgesamt 43 Artikel in amerikanischen Fachzeitschriften, 19 in deutschen  Fachzeitschriften, eine in einer englischen Fachzeitschrift, sowie zwei Grundlagenbücher.
1937 wählten ihn die Mitglieder der International Association for Dental Research (IADR) zum Vizepräsidenten. Ferner wurde er Präsident der renommierten American Academy of Periodontology (AAP).

## Antisemitische Diskriminierung
An der Medizinischen Fakultät der Universität Wien wurde 1938 das gesamte jüdische Universitätspersonal entlassen. Hierzu gehören Bernhard Gottlieb (1885–1950), Balint Orbán (1889–1974), Joseph Peter Weinmann (1896–1960), Albin Oppenheim (1875–1945) und Harry Sicher (1889–1974). Ihre Namen sind vielen in Österreich nicht bekannt, erst in Amerika gelangten sie zu großem Ruhm und ihre  wissenschaftlichen Tätigkeiten wurden hoch geschätzt und vielfach geehrt.

## Veröffentlichungen (Auswahl)
- Praktische Zahnheilkunde für Aerzte und Studierende, Verlag von Moritz Perles, Wien 1900.
- Neuerungen auf dem Gebiete der zahnärztlichen Therapie. In: Centralblatt für die gesamte Therapie. Bd. 20 (1902) 1–10.
- Plattengebisse und Brückenarbeiten. In: Wiener Medizinische Wochenschrift. Bd. 43 (1910) 1–13.
- Die Zähne des Kindes. 2. Auflage. Verlag von Arthur Felix, Leipzig 1922.
- Zahnärztlicher Unterricht in Amerika. In: Österreichische Zeitschrift für Stomatologie: Monatsschrift für wissenschaftliche und praktische Zahnheilkunde. Bd. 29 (1931), S. 626–637.
- Histopathology of the of carcinoma of the mouth. In: The journal of the American Dental Association. Bd. 18 (1931), S. 1900–1915.
- Histologic study of the influence of function on the human periodontal membrane. In: The journal of the American Dental Association. Bd. 18 (1931), S. 1242–1274.
- Histopathology of the Teeth and Their Surrounding Structures, Lea & Febiger, Philadelphia, 1933. Internet Archive.
- Research and the future of dentistry. In: The Bulletin of the Chicago Dental Society. Bd. 19 (1933), S. 17–21.
- mit W.H.D. Logan: Development of the human jaw and surrounding structures from the birth to the age of 15 years. In: The journal of the American Dental Association. (1933), Nr. 51, S. 379–427.
- Dens in dente. In: Journal of dental research. Bd. 14 (1934), S. 49–66.
- Dental Histology and Comparative Dental Anatomy, Lea & Febiger, Philadelphia, 1937.
- Histologic Analysis of the Jaws of a Child With Malocclusion”. In: The Angle Orthodontist, Bd. 1 (1938), Nr. 1, Januar 1938, S. 21–38.